# Allocosa retenta
Allocosa retenta là một loài nhện trong họ wolfspinnen (Lycosidae).
Loài này thuộc chi Allocosa. Allocosa retenta được Willis J. Gertsch & Alfred Russel Wallace miêu tả năm 1935.